# دمیتریوس گروس
دمیتریوس گروس (انگلیسی: Demetrius Grosse؛ زادهٔ ۲۶ فوریهٔ ۱۹۸۱) بازیگر اهل ایالات متحده آمریکا است. او پیش از ورود به حرفه بازیگری در یک سالن پیرایش مو کار می‌کرد.
از فیلم‌ها یا برنامه‌های تلویزیونی که وی در آن نقش داشته است، می‌توان به بانشی، موجه، قهرمان‌ها، واندر من، رمپیج، مستقیم از کامپتن، ۱۳ ساعت: سربازان مخفی بنغازی، نجات آقای بنکس و وست‌ورلد اشاره کرد.